# Fladså
 Ikke at forveksle med den gamle Fladså Kommune
Fladså, (også set skrevet Fladså Å eller Fladsåen)[kilde mangler] er en å på omtrent 20,6 km på Sydsjælland. 
Fladså udspringer i Storskov øst for Sparresholm. Herfra løber den sydpå, mødes nordøst for Mogenstrup med Snesere Å, og løber derefter mod vest før den når sit udløb i bugten Fladstrand øst for Gavnø.
Fladså er velkendt blandt lystfiskere og anses som en attraktivt å at fiske i.[kilde mangler] Mange fiskere søger specifikt efter havørred og bækørred i åen.[kilde mangler]
I starten af 1800-tallet blev Fladså rettet ud og reguleret for at imødekomme landbrugets behov, hvilket dog havde en negativ indvirkning på biodiversiteten, herunder ørredbestanden.
I 2023 blev der iværksat et projekt i Næstved Kommune, med det formål at redde den truede brakvandsgeddebestand i Fladsåen. Projektet involverede oversvømmelse af en eng ved åen i foråret med det mål at fremme gydningen af brakvandsgedderne. Projektet stod over for udfordringer såsom dæmningsbrud, men trods disse udfordringer lykkedes det at udsætte syv store gedder i den nyoprettede sø, som senere har fået en større bestand i åløbet.